# Luis Avilán
Luis Armando Avilán, né le 19 juillet 1989 à Caracas (Venezuela), est un lanceur de relève gaucher, appartenant à la Ligue majeure de baseball.

## Carrière
Luis Avilán signe son premier contrat professionnel en 2005 avec les Braves d'Atlanta. Il commence l'année suivante en ligues mineures avec un club-école de cette franchise dans la Ligue d'été de République dominicaine. Il passe en ligue des recrues aux États-Unis en 2008 et fait son chemin jusqu'au niveau Double-A. C'est à ce dernier niveau qu'il évolue au sein des Braves du Mississippi en 2011, puis en 2012 lorsqu'il obtient son premier appel dans les Ligues majeures pour remplacer le lanceur blessé Jonny Venters, .
Avilán fait son entrée dans le baseball majeur avec les Braves d'Atlanta le 14 juillet 2012 comme lanceur de relève contre les Mets de New York : il n'affronte qu'un frappeur, qu'il retire sur trois prises. En 36 manches lancées en 2012, il maintient une moyenne de deux points mérités accordés par partie, avec une victoire en 31 sorties en relève.
Sa moyenne de points mérités d'à peine 1,52 en 65 manches lancées en 2013 est la seconde meilleure du personnel de releveurs des Braves après celle du lanceur étoile Craig Kimbrel. En 75 sorties, Avilán remporte 5 victoires. Il fait ses débuts en éliminatoires en blanchissant les Dodgers de Los Angeles en 4 sorties et deux manches et deux tiers lancées en Série de divisions.
Il encaisse sa première défaite dans les majeures à son 111e match, le 10 avril 2014. Il connaît une saison difficile et est même relégué aux ligues mineures de la mi-juillet à la mi-août. En 62 matchs et 43 manches et un tiers lancées en 2014, il remporte 4 matchs contre une seule défaite et sa moyenne de points mérités, en forte hausse, se chiffre à 4,57.

### Dodgers de Los Angeles
Avec le lanceur partant gaucher Alex Wood, le releveur droitier Jim Johnson, le lanceur partant droitier Bronson Arroyo et le joueur d'avant-champ des ligues mineures José Peraza, Avilán est le 30 juillet 2015 échangé aux Dodgers de Los Angeles contre le joueur de deuxième but Héctor Olivera, le releveur gaucher Paco Rodriguez et le lanceur droitier des ligues mineures Zachary Bird.

### White Sox de Chicago
Le 4 janvier 2018, Alexander est échangé des Dodgers aux White Sox de Chicago.